# Губиниська селищна рада
Губи́ниська се́лищна ра́да — адміністративно-територіальна одиниця та орган місцевого самоврядування в Новомосковському районі Дніпропетровської області. Адміністративний центр — селище міського типу Губиниха.

## Загальні відомості
- Населення ради: 6 323 особи (станом на 2001 рік)

## Населені пункти
Селищній раді підпорядковані населені пункти:
- смт Губиниха
- с. Євецько-Миколаївка

## Склад ради
Рада складається з 22 депутатів та голови.
- Голова ради: Заіка Віктор Леонідович
- Секретар ради: Єсін Любов Дмитрівна

### Керівний склад попередніх скликань
| Прізвище, ім'я, по батькові | Основні відомості                                                        | Дата обрання | Дата звільнення |
| --------------------------- | ------------------------------------------------------------------------ | ------------ | --------------- |
| Богомол Сергій Григорович   | Селищний голова, 1960 року народження, безпартійний                      | 26.03.2006   | 31.10.2010      |
| Шиян Олександр Миколайович  | Селищний голова, 1969 року народження, освіта вища, член Партії регіонів | 31.10.2010   |                 |

Примітка: таблиця складена за даними сайту Верховної Ради України

### Депутати
За результатами місцевих виборів 2015 року депутатами ради стали:

#### За суб'єктами висування
| Суб'єкт висування | Кількість обраних депутатів |
| ----------------- | --------------------------- |
| Самовисування     | 22                          |

#### За округами
| № ВО | Прізвище, ім'я, по батькові    | Ким висунуто  | Відомості |
| ---- | ------------------------------ | ------------- | --- |
| 1    | Книжник Марина Андріївна       | Самовисування | Громадянка України, народилася 30.01.1976 р., освіта професійно-технічна, безпартійна, Губиниська селищна рада, рахівник по збору податків, місце проживання: смт. Губиниха, Новомосковський р-н, Дніпропетровська обл. |
| 2    | Рибалко Наталія Володимирівна  | Самовисування | Громадянка України, народилася 12.05.1956 р., освіта вища, безпартійна, Губиниська селищна рада, головний бухгалтер, місце проживання: смт. Губиниха, Новомосковський р-н, Дніпропетровська обл.                        |
| 3    | Оберемок Володимир Васильович  | Самовисування | Громадянин України, народився 27.01.1973 р., освіта вища, безпартійний, ТОВ «Орільський об'єднаний елеватор», електромонтер, місце проживання: смт. Губиниха, Новомосковський р-н, Дніпропетровська обл.                |
| 4    | Альонушкіна Людмила Максимівна | Самовисування | Громадянка України, народилася 12.12.1949 р., освіта вища, безпартійна, Пенсіонер, місце проживання: смт. Губиниха, Новомосковський р-н, Дніпропетровська обл.                                                          |
| 5    | Гончар Олена Андріївна         | Самовисування | Громадянка України, народилася 07.03.1986 р., освіта вища, безпартійна, ТОВ «Агроальянс», ветеринарний ліка, місце проживання: смт. Губиниха, Новомосковський р-н, Дніпропетровська обл.                                |
| 6    | Оберемок Наталія Вікторівна    | Самовисування | Громадянка України, народилася 16.06.1974 р., освіта професійно-технічна, безпартійна, ДНЗ «Дюймовочка», вихователь, місце проживання: смт. Губиниха, Новомосковський р-н, Дніпропетровська обл.                        |
| 7    | Похмура Вікторія Володимирівна | Самовисування | Громадянка України, народилася 25.07.1986 р., освіта загальна середня, безпартійна, ДНЗ «Дюймовочка», вихователь, місце проживання: смт. Губиниха, Новомосковський р-н, Дніпропетровська обл.                           |
| 8    | Демчук Світлана Іванівна       | Самовисування | Громадянка України, народилася 22.07.1967 р., освіта вища, безпартійна, ДНЗ «Дюймовочка», помічник вихователя, місце проживання: смт. Губиниха, Новомосковський р-н, Дніпропетровська обл.                              |
| 9    | Єсін Любов Дмитрівна           | Самовисування | Громадянка України, народилася 04.10.1960 р., освіта професійно-технічна, безпартійна, Губиниська селищна рада, секретар, місце проживання: смт. Губиниха, Новомосковський р-н, Дніпропетровська обл.                   |
| 10   | Жибак Марина Юріївна           | Самовисування | Громадянка України, народилася 22.07.1988 р., освіта вища, безпартійна, Губиниська селищна рада, діловод, місце проживання: смт. Губиниха, Новомосковський р-н, Дніпропетровська обл.                                   |
| 11   | Деркач Валентина Іванівна      | Самовисування | Громадянка України, народилася 06.08.1969 р., освіта вища, безпартійна, ТОВ «Орільський об'єднаний елеватор», інженер, місце проживання: смт. Губиниха, Новомосковський р-н, Дніпропетровська обл.                      |
| 12   | Міщук Оксана Павлівна          | Самовисування | Громадянка України, народилася 18.06.1984 р., освіта вища, безпартійна, ДНЗ «Дюймовочка», помічник вихователя, місце проживання: смт. Губиниха, Новомосковський р-н, Дніпропетровська обл.                              |
| 13   | Сливко Ірина Миколаївна        | Самовисування | Громадянка України, народилася 05.10.1973 р., освіта вища, безпартійна, Губиниська селищна рада, бухгалтер, місце проживання: смт. Губиниха, Новомосковський р-н, Дніпропетровська обл.                                 |
| 14   | Дуєнкова Надія Миколаївна      | Самовисування | Громадянка України, народилася 18.02.1956 р., освіта професійно-технічна, безпартійна, НСЦ по обслуговуванню пенсіонерів, соцпрацівник, місце проживання: смт. Губиниха, Новомосковський р-н, Дніпропетровська обл.     |
| 15   | Коваль Анатолій Іванович       | Самовисування | Громадянин України, народився 04.04.1966 р., освіта вища, безпартійний, Приватний підприємець, місце проживання: смт. Губиниха, Новомосковський р-н, Дніпропетровська обл.                                              |
| 16   | Христюк Неля Борисівна         | Самовисування | Громадянка України, народилася 14.06.1968 р., освіта вища, безпартійна, РЦНТТУМ, директор, місце проживання: смт. Губиниха, Новомосковський р-н, Дніпропетровська обл.                                                  |
| 17   | Голуб Анна Олексіївна          | Самовисування | Громадянка України, народилася 19.11.1990 р., освіта загальна середня, безпартійна, Тимчасово не працює, місце проживання: смт. Губиниха, Новомосковський р-н, Дніпропетровська обл.                                    |
| 18   | Бура Валентина Олександрівна   | Самовисування | Громадянка України, народилася 12.04.1972 р., освіта вища, безпартійна, Губиниська селищна рада, землевпорядник, місце проживання: смт. Губиниха, Новомосковський р-н, Дніпропетровська обл.                            |
| 19   | Бутенко Андрій Іванович        | Самовисування | Громадянин України, народився 01.08.1971 р., освіта вища, безпартійний, Обласний притулок для неповнолітніх, завідувач, місце проживання: смт. Губиниха, Новомосковський р-н, Дніпропетровська обл.                     |
| 20   | Черніченко Наталія Іванівна    | Самовисування | Громадянка України, народилася 04.05.1968 р., освіта вища, безпартійна, Губиниська селищна рада, секретар виконкому, місце проживання: смт. Губиниха, Новомосковський р-н, Дніпропетровська обл.                        |
| 21   | Брага Геннадій Олексійович     | Самовисування | Громадянин України, народився 20.02.1970 р., освіта загальна середня, безпартійний, Тимчасово не працює, місце проживання: смт. Губиниха, Новомосковський р-н, Дніпропетровська обл.                                    |
| 22   | Тарасевич Анастасія Миколаївна | Самовисування | Громадянка України, народилася 26.02.1990 р., освіта вища, безпартійна, Івано-Михайлівський НВК, вчитель, місце проживання: с. Євецько-Миколаївка, Новомосковський р-н, Дніпропетровська обл.                           |